# Lijst van voetbalinterlands Guatemala - Slowakije
Deze lijst van voetbalinterlands is een overzicht van alle officiële voetbalwedstrijden tussen de nationale teams van Guatemala en Slowakije. De landen speelden tot op heden een keer tegen elkaar: een vriendschappelijke wedstrijd die werd gespeeld op 24 november 1999 in Guatemala-Stad.

## Wedstrijden
| № | Plaats         | Datum            | Competitie        | Wedstrijd             | Uitslag |
| - | -------------- | ---------------- | ----------------- | --------------------- | ------- |
| 1 | Guatemala-Stad | 24 november 1999 | Vriendschappelijk | Guatemala – Slowakije | 0 – 1   |

## Samenvatting
| Competitie        | Totaal gespeeld | Winst Guatemala | Gelijk | Winst Slowakije | Doelsaldo Guatemala – Slowakije |
| ----------------- | --------------- | --------------- | ------ | --------------- | ------------------------------- |
| Vriendschappelijk | 1               | 0               | 0      | 1               | 0 − 1                           |
| Totaal            | 1               | 0               | 0      | 1               | 0 − 1                           |

## Details

### Eerste ontmoeting
De eerste en tot op heden enige ontmoeting tussen de nationale voetbalploegen van Guatemala en Slowakije vond plaats op 24 november 1999. Het vriendschappelijke duel, bijgewoond door 3.000 toeschouwers, werd gespeeld in het Estadio Nacional Mateo Flores in Guatemala-Stad, en stond onder leiding van scheidsrechter Hugo Castillo uit Guatemala. Hij deelde twee gele kaarten uit. Bondscoach Jozef Adamec liet een speler debuteren in de Slowaakse nationale ploeg: František Hadviger (Dubnica nad Váhom).
| Guatemala | 0 – 1        | Slowakije |
| | goals        | 75' Jaroslav Hrabal |
| Benjamin Monterroso | bondscoach   | Jozef Adamec |
| |              | |
| Edgar Estrada Germá Ruano Erick Miranda Catalino Molina César Corleto Jorge Pérez Guilermo Ramírez Julio Girón Edgar Valencia Jorge Rodas 22' Juan Carlos Plata 61' | opstellingen | Miroslav König 90' Jaroslav Hrabal Stanislav Varga František Hadviger Jozef Valachovič Tibor Zatek 60' Vladimír Janočko Vladimír Leitner 60' Róbert Hanko Marek Ujlaky Vladimír Kožuch |
| Eduardo Acevedo 22' Fredy García 61' | wissels      | 60' Jozef Kožlej 60' Martin Konečný 90' Karol Schulz |
| | gele kaarten | ??' Jaroslav Hrabal ??' Róbert Hanko |

FNFG · A-internationals · Selecties · Guatemalteeks vrouwenelftal
1920 – 1949 ·
1950 – 1969 ·
1970 – 1979 ·
1980 – 1989 ·
1990 – 1999 ·
2000 – 2009 ·
2010 – 2019 ·
2020 − 2029
1921 · 
1922 · 
1923 · 
1923–1929 · 
1930 · 
1931–1934 · 
1935 · 
1935–1942 · 
1943 · 
1944 · 1945 · 
1946 · 
1947 · 
1948 · 
1949 · 
1950 · 
1941 · 1942 · 
1953 · 
1954 · 
1955 · 
1956 · 
1957 · 
1958 · 1959 · 
1960 · 
1961 · 1962 · 
1963 · 
1964 · 
1965 · 
1966 · 
1967 · 
1968 · 
1969 · 
1970 · 
1971 · 
1972 · 
1973 · 
1974 · 
1975 · 
1976 · 
1977 · 
1978 · 1979 · 
1980 · 
1981 · 1982 · 
1983 · 
1984 · 
1985 · 
1986 · 
1987 · 
1988 · 
1989 · 
1990 · 
1991 · 
1992 · 
1993 · 1994 · 
1995 · 
1996 · 
1997 · 
1998 · 
1999 · 
2000 · 
2001 · 
2002 · 
2003 · 
2004 · 
2005 · 
2006 · 
2007 · 
2008 · 
2009 · 
2010 · 
2011 · 
2012 · 
2013 · 
2014 ·
2015 ·
2016 ·
2017 ·
2018 ·
2019 ·
2020 ·
2021 ·
2022 ·
2023 ·
2024
Anguilla ·
Antigua en Barbuda ·
Argentinië ·
Armenië ·
Barbados ·
Belize ·
Bermuda ·
Bolivia ·
Brazilië ·
Britse Maagdeneilanden ·
Canada ·
Chili ·
Colombia ·
Costa Rica ·
Cuba ·
Curaçao ·
Dominica ·
Dominicaanse Republiek ·
Ecuador ·
El Salvador ·
Grenada ·
Guyana ·
Haïti ·
Honduras ·
IJsland ·
Iran ·
Israël ·
Jamaica ·
Japan ·
Mexico ·
Nederlandse Antillen ·
Nicaragua ·
Noorwegen ·
Panama ·
Paraguay ·
Peru ·
Polen ·
Puerto Rico ·
Qatar ·
Saint Lucia ·
Saint Vincent en de Grenadines ·
Slowakije ·
Sovjet-Unie ·
Suriname ·
Trinidad en Tobago ·
Uruguay ·
Venezuela ·
Verenigde Staten ·
Zuid-Afrika ·
Zuid-Korea
SFZ · A-internationals · Bondscoaches · Statistieken · Slowaaks vrouwenelftal · Olympisch elftal · Slowakije U21 · Slowakije U20 · Slowakije U19 · Slowakije U18 · Slowakije U17 · Slowakije U16
1939 – 1944 · 1992 – 1999 · 2000 – 2009 · 2010 – 2019 · 2020 − 2029
EK's: 2016 · 2020 · 2024
WK's: 2010
OS: 2000
1939 · 1940 · 1941 · 1942 · 1943 · 1944 · 1945–1991 · 1992 · 1993 · 1994 · 1995 · 1996 · 1997 · 1998 · 1999 · 2000 · 2001 · 2002 · 2003 · 2004 · 2005 · 2006 · 2007 · 2008 · 2009 · 2010 · 2011 · 2012 · 2013 · 2014 · 2015 · 2016 · 2017 · 2018 · 2019 · 2020 · 2021
Algerije · 
Andorra · 
Argentinië ·
Armenië · 
Australië · 
Azerbeidzjan · 
België · 
Bolivia · 
Bosnië en Herzegovina · 
Brazilië · 
Bulgarije · 
Chili · 
Colombia · 
Costa Rica · 
Cyprus · 
Denemarken · 
Duitsland · 
Egypte · 
Engeland · 
Estland · 
Faeröer · 
 Finland · 
Frankrijk · 
Georgië · 
Gibraltar · 
Griekenland · 
Guatemala · 
Hongarije · 
Ierland · 
IJsland · 
Iran · 
Israël · 
Italië · 
Japan · 
Joegoslavië · 
Jordanië · 
Kameroen · 
Kazachstan ·
Koeweit ·
Kroatië · 
Letland · 
Libanon ·
Liechtenstein · 
Litouwen ·
Luxemburg · 
Malta · 
Marokko · 
Mexico ·
Moldavië · 
Montenegro ·
Nederland · 
Nieuw-Zeeland · 
Noord-Ierland ·
Noord-Macedonië ·
Noorwegen ·
Oeganda · 
Oekraïne · 
Oezbekistan · 
Oostenrijk · 
Paraguay · 
Peru · 
Polen · 
Portugal · 
Roemenië · 
Rusland · 
San Marino · 
Saoedi-Arabië · 
Schotland · 
Servië en Montenegro ·
Slovenië · 
Spanje · 
Thailand · 
Tsjechië · 
Turkije · 
Verenigde Arabische Emiraten · 
Verenigde Staten · 
Wales · 
Wit-Rusland · 
Zuid-Korea · 
Zweden · 
Zwitserland
Engeland (2016) ·
Nieuw-Zeeland (2010) · 
Polen (2021) · 
Rusland (2016) · 
Spanje (2021) · 
Wales (2016) · 
Zweden (2021)